# Тиноватка (посёлок)
Тиноватка — посёлок в Бабушкинском районе Вологодской области.
Входит в состав Миньковского сельского поселения, с точки зрения административно-территориального деления — в Миньковский сельсовет.

## География
Расстояние по автодороге до районного центра села имени Бабушкина — 21 км, до центра муниципального образования Миньково — 7 км. Ближайшие населённые пункты — Льнозавод, Миньково, Грозино.

## История
В 1966 г. указом президиума ВС РСФСР поселок лесоучастка квартала № 57 переименован в Тиноватка.

## Население
| 2010 |
| ---- |
| 102  |